# Monquirasaurus
Monquirasaurus var ett släkte i ordningen plesiosaurier som förekom i haven under tidig krita för cirka 116 till 113 miljoner år sedan. Monquirasaurus tillhörde inte dinosaurierna utan var en pliosaurie. Fossil från Kronosaurus har påträffats i Colombia.